# アレフランス
アレフランス（Allez France、1970年 - 1989年）とはアメリカ合衆国で生産され、フランスを中心に競走生活を送った競走馬、繁殖牝馬である。フランス牝馬三冠や凱旋門賞などG1競走を8勝する活躍を見せた。競走馬名は「行け、フランス」という意味である。

## 生涯

### 誕生
アレフランスは1970年5月24日、アメリカ合衆国メリーランド州のスタイミー・マナー牧場で生まれた。父のシーバードは凱旋門賞優勝馬で、母のプライスレスジェムはフューチュリティステークスでバックパサーを破るなど7勝を挙げた。オールアロングの馬主として知られるやドイツ系ユダヤ人のダニエル・ウィルデンシュタインに購入（0歳秋に19万ドルで買われたとも、1歳時に16万ドルで買われたともされる）され、フランスで調教されることになった。

### 競走馬時代

#### 2歳時（1972年）
アレフランスは1972年9月、ロンシャン競馬場の牝馬限定戦でデビューした。デビュー戦を勝利で飾ると翌10月にG1のクリテリウムデプリッシュ（現在のマルセルブサック賞）に出走し、後方から追い込みを決めて優勝した。この年のフランスの2歳フリーハンデでは牝馬の中で最も高い評価（58.5キロ）が与えられた。

#### 3歳時（1973年）
1973年4月29日、アレフランスは前哨戦を走ることなくフランス牝馬三冠の第1戦プール・デッセ・デ・プーリッシュに出走。最後方から追い込みを決めて優勝した。
プール・デッセ・デ・プーリッシュ優勝後に馬主のヴィルデンシュタインがダービーステークスに出走させてみようかと発言したところたちまちイギリスのブックメーカーが賭けの対象とし、前売りの1番人気となった。このことがきっかけとなり、牡馬との能力差を計るために5月13日のリュパン賞に出走したが結果は7着に終わった。ヴィルデンシュタインはそれでもダービーステークス出走を諦めず、アレフランスをイギリスへ移送しようとしたが馬運車の中で暴れて（それまで移送中に同行させていた羊を同行させなかったことが原因といわれている）脚を痛め、遠征は中止となった。6月10日にフランス牝馬三冠第2戦のディアヌ賞に出走し、2着のダリアに2馬身半の着差をつけて優勝、フランス牝馬二冠を達成した。
ディアヌ賞出走後は休養を取り、9月2日にG3ノネット賞に出走し4着に敗れた後、同月23日にヴェルメイユ賞に出走。2着馬に2馬身の着差をつけて優勝し、フランス牝馬三冠を達成した。続いて10月7日に凱旋門賞に出走。1番人気に支持されたアレフランスは直線で追い込んだがラインゴールドに2馬身半差及ばず2着に敗れた。この後アレフランスは直線2000mのコースでスピードを発揮させてみたいというヴィルデンシュタインの希望からイギリスのG1チャンピオンステークスに遠征したがここでも2着に敗れた。この年のフランス3歳フリーハンデでは牡馬を抑えて最も高い評価（63.5キロ）が与えられた。

#### 4歳時（1974年）
1974年、それまで調教を担当していたA・クリムシャ調教師の引退に伴いA・ペンナの厩舎に転厩したアレフランスは競走馬として絶頂期を迎えた。4月に復帰戦のG2アルクール賞を勝つと5月にG1のガネー賞も優勝、6月のG1イスパーン賞では遠く離れた位置から追い込みを決めて優勝した。その後G1キングジョージ6世&クイーンエリザベスステークスに出走する計画が持ち上がったが輸送の不安を理由に断念され、休養に入った。
陣営は秋の目標を凱旋門賞に据えた。9月に前哨戦のG3フォア賞を優勝。1番人気に支持された凱旋門賞では普段より早めに前方へ進出する競馬を見せ、ゴール前400mの地点で先頭に立つとコンテスドロワールの追い上げをアタマ差凌いで優勝した。この時アレフランスに騎乗していたイヴ・サンマルタン騎手は腰の小骨を骨折し、満足に歩くことさえできない状態であったといわれている。この勝利によりアレフランスは「20世紀最強の牝馬の一頭」という評価を得ることになった。ヴィルデンシュタインはこの後前年に引き続きチャンピオンステークスに遠征する計画を立てたが厩舎サイドの反対に遭って断念した。アレフランスは5戦5勝の成績でこの年のシーズンを終え、フランスの年度代表馬に選ばれた。フランスの古馬フリーハンデでは最も高い評価（69キロ）を獲得した。
なお、この年の夏には実現はしなかったものの同世代の牝馬ダリアとのマッチレースが計画された。両馬が直接対決したレースではいずれもアレフランスが勝利を収めていたが、ダリアもキングジョージ6世&クイーンエリザベスステークスを連覇しアメリカへ遠征してワシントンDCインターナショナルを優勝するなど複数のG1レースを勝ち、収得賞金の面ではアレフランスを上回る活躍をしていたためである。両馬は1975年にも2度対戦しているが、いずれもアレフランスが先着している。

#### 5歳時（1975年）
ヴィルデンシュタインは凱旋門賞連覇を夢見、1975年も競走生活を続行させることにした。5月にG1ガネー賞に出走し、連覇を達成。続くG2ドラール賞でも勝利したが連覇をかけて臨んだG1イスパーン賞では3着に敗れた。この後前年と同様キングジョージ6世&クイーンエリザベスステークスへの出走が持ち上がったが前年と同じ理由で断念された。その後凱旋門賞を目標に据え、休養を経てフォア賞に出走したのも前年と同様で、フォア賞を連覇して1番人気で凱旋門賞に臨んだ。しかしレース中に他の馬と接触し左後脚の蹄鉄を落鉄するアクシデントに見舞われ、直線で伸びを欠いて5着に敗れた。優勝したのは最低人気のスターアピールであった。
凱旋門賞の後、ヴィルデンシュタインの意向により2年ぶりにイギリスへ遠征しチャンピオンステークスに出走することになった。アレフランスはスターアピールには先着したもののローズボウルに1馬身半差及ばず2着に敗れた。その後アメリカ合衆国へ遠征することになり、11月1日にサンタアニタ競馬場で行われたナショナルサラブレッドチャンピオンシップに出走した。ダートコース、小回り、左回りと未経験の条件が重なったこのレースでアレフランスは先行して失速し、最下位の11着に敗れた。

### 引退後
ナショナルサラブレッドチャンピオンシップを最後に競走馬を引退したアレフランスはそのままアメリカに留まり、ケンタッキー州のスペンドスリフト牧場で繁殖牝馬となった。シアトルスルーやヌレイエフなど一流の種牡馬と多く交配し5頭の産駒を産んだが、そのうち重賞優勝馬はフランスの重賞（G3）サンドリンガム賞を勝ったアクションフランセーズのみである。アレフランスの繁殖成績はダハール、リヴリア、デレガントダリアと3頭のG1優勝馬を輩出したダリアと比較されることが多い。

## 競走成績
1972年（2戦2勝）
- 1着 - （G1）クリテリウム・デ・プーリシュ

1973年（7戦3勝）
- 1着 - （G1）プール・デッセ・デ・プーリッシュ、ディアヌ賞、ヴェルメイユ賞
- 2着 - （G1）凱旋門賞、チャンピオンステークス

1974年（5戦5勝）
- 1着 - （G1）凱旋門賞、ガネー賞、イスパーン賞、（G2）アルクール賞、（G3）フォワ賞

1975年（7戦3勝）
- 1着 - （G1）ガネー賞、（G2）ドラール賞、（G3）フォワ賞
- 2着 - （G1）チャンピオンステークス

## 血統

### 血統表
| アレフランスの血統ネイティヴダンサー系（ファラリス系）／アウトブリード | アレフランスの血統ネイティヴダンサー系（ファラリス系）／アウトブリード | アレフランスの血統ネイティヴダンサー系（ファラリス系）／アウトブリード | （血統表の出典）     | （血統表の出典） |
| 父 Sea-Bird 1962 栗毛                                                  | 父の父Dan Cupid 1956 栗毛                                              | Native Dancer                                                          | Polynesian           | Polynesian       |
| 父 Sea-Bird 1962 栗毛                                                  | 父の父Dan Cupid 1956 栗毛                                              | Native Dancer                                                          | Geisha               |                  |
| 父 Sea-Bird 1962 栗毛                                                  | 父の父Dan Cupid 1956 栗毛                                              | Vixenette                                                              | Sickle               | Sickle           |
| 父 Sea-Bird 1962 栗毛                                                  | 父の父Dan Cupid 1956 栗毛                                              | Vixenette                                                              | Lady Reynard         |                  |
| 父 Sea-Bird 1962 栗毛                                                  | 父の母Sicalade 1956 鹿毛                                               | Sicambre                                                               | Prince Bio           | Prince Bio       |
| 父 Sea-Bird 1962 栗毛                                                  | 父の母Sicalade 1956 鹿毛                                               | Sicambre                                                               | Sif                  |                  |
| 父 Sea-Bird 1962 栗毛                                                  | 父の母Sicalade 1956 鹿毛                                               | Marmelade                                                              | Maurepas             | Maurepas         |
| 父 Sea-Bird 1962 栗毛                                                  | 父の母Sicalade 1956 鹿毛                                               | Marmelade                                                              | Couleur              |                  |
| 母 Priceless Gem 1963 黒鹿毛                                           | 母の父Hail To Reason 1959 青鹿毛                                       | Turn-To                                                                | Royal Charger        | Royal Charger    |
| 母 Priceless Gem 1963 黒鹿毛                                           | 母の父Hail To Reason 1959 青鹿毛                                       | Turn-To                                                                | Source Sucree        |                  |
| 母 Priceless Gem 1963 黒鹿毛                                           | 母の父Hail To Reason 1959 青鹿毛                                       | Nothirdchance                                                          | Blue Swords          | Blue Swords      |
| 母 Priceless Gem 1963 黒鹿毛                                           | 母の父Hail To Reason 1959 青鹿毛                                       | Nothirdchance                                                          | Galla Colors         |                  |
| 母 Priceless Gem 1963 黒鹿毛                                           | 母の母Searching 1952 鹿毛                                              | War Admiral                                                            | Man O'War            | Man O'War        |
| 母 Priceless Gem 1963 黒鹿毛                                           | 母の母Searching 1952 鹿毛                                              | War Admiral                                                            | Brushup              |                  |
| 母 Priceless Gem 1963 黒鹿毛                                           | 母の母Searching 1952 鹿毛                                              | Big Hurry                                                              | Black Toney          | Black Toney      |
| 母 Priceless Gem 1963 黒鹿毛                                           | 母の母Searching 1952 鹿毛                                              | Big Hurry                                                              | La Troienne F-No.1-x |                  |

### 近親馬
- パーソナリティ - 母の姉アフェクショネイトリーの産駒。後に種牡馬として日本に輸入され、ホクトヘリオスなどを出した。